# Mărgineni (gmina w okręgu Bacău)
Mărgineni – gmina w Rumunii, w okręgu Bacău. Obejmuje miejscowości Barați, Luncani, Mărgineni, Pădureni, Podiș, Poiana, Trebeș i Valea Budului. W 2011 roku liczyła 7993 mieszkańców.